# Klieonychocamptoides remanei
Klieonychocamptoides remanei är en kräftdjursart som beskrevs av Noodt 1958. Klieonychocamptoides remanei ingår i släktet Klieonychocamptoides och familjen Laophontidae. Inga underarter finns listade i Catalogue of Life.